# Carl Sanders
Carl Edward Sanders Sr. (* 15. Mai 1925 in Augusta, Georgia; † 16. November 2014 in Atlanta, Georgia) war ein US-amerikanischer Jurist und Politiker. Insbesondere wurde er als Gouverneur von Georgia bekannt.

## Jugend und politischer Aufstieg
Carl Sanders senior bekam mit Hilfe eines Stipendiums einen Studienplatz an der University of Georgia. Sein Studium wurde durch den Zweiten Weltkrieg unterbrochen, in dem er als Bomberpilot der US-Armee eingesetzt war. Nach dem Krieg nahm er sein Jurastudium wieder auf. Dabei lernte er Betty Foy kennen, die er bald darauf heiratete und mit der er zwei Kinder bekam. Schließlich ließ er sich in seiner Heimatstadt Augusta als Anwalt nieder. 1954 entschloss er sich, politisch tätig zu werden. Zunächst wurde er für zwei Jahre ins Repräsentantenhaus von Georgia gewählt, 1956 folgte seine Wahl in den Senat des Bundesstaats, wo er bald zu einem der führenden Senatoren wurde. 1962 kandidierte er erfolgreich für das Amt des Gouverneurs.

## Gouverneur von Georgia
Der Demokrat Sanders wurde mit 37 Jahren der damals jüngste Gouverneur aller US-Bundesstaaten. Seine Amtszeit markiert einen Wendepunkt in der Geschichte des Staates Georgia. Er war seit den 1920er Jahren der erste Gouverneur, der aus einer größeren Stadt stammte, und nach einer Wahlrechtsreform der erste Gouverneur, der nach dem neuen Wahlgesetz mit der tatsächlichen Mehrheit aller Wähler gewählt worden war. Zuvor galt ein Gesetz, wonach nach Wahlkreisen entschieden wurde.
Sanders war ein starker Gouverneur, der die schwierige Aufgabe hatte, den Staat aus einer eher agrarisch geprägten Vergangenheit in eine industrielle Zukunft zu führen. Er reformierte sowohl das Bildungssystem als auch die Staatsverwaltung grundlegend. Dabei kam es ihm bei der Bildung auf die Erhöhung des Bildungsniveaus an. Es wurden mehr Schulen gebaut und mehr Lehrer eingestellt. Die Lehrpläne wurden überarbeitet und entsprechend verbessert. Gleichzeitig wurde die Staatsverwaltung effizienter und der Korruption wurde der Kampf angesagt. Einige Ministerien wurden grundlegend reformiert, darunter das Verkehrs- und Finanzministerium. In der Rassenfrage sah er keinen Sinn, sich dem allgemeinen Bundestrend zu widersetzen, und arbeitete eng mit John F. Kennedy und später mit Lyndon B. Johnson zusammen, um die neuen Bürgerrechtsgesetze zu verfechten. Ein anderes Vorhaben war die Neuaufteilung der Wahlbezirke innerhalb Georgias, die nun den aktuellen Gegebenheiten angepasst wurden. Auch auf wirtschaftlichem Gebiet war der Gouverneur erfolgreich. Es gelang, neue Industrien nach Georgia zu locken. Der Außenhandel wurde gefördert und viele Investitionen von außerhalb wurden in Georgia getätigt. Er veränderte Georgias Ansehen innerhalb der USA und legte den Grundstein zur Überwindung des negativen Bildes eines rassistisch geprägten konservativen Agrarstaats. Aufgrund einer Verfassungsklausel konnte er 1966 nicht zur Wiederwahl antreten und schied auf dem Höhepunkt seiner Popularität aus dem Amt.

## Spätere Karriere
Nach seiner Amtszeit eröffnete er eine Anwaltskanzlei in Atlanta. Präsident Johnson bot ihm verschiedene Stellen in seiner Regierung an, die er aber alle ablehnte. 1970 entschloss er sich halbherzig, noch einmal als Gouverneur zu kandidieren, unterlag aber Jimmy Carter. Er widmete sich wieder seiner Kanzlei, die zu einer der erfolgreichsten in Atlanta aufstieg. Heute beschäftigt seine Kanzlei über 500 Anwälte nicht nur in Atlanta, sondern auch in London, Hongkong und Virginia. Außerdem war Sanders auch noch in anderen Bereichen, insbesondere im Bank- und Immobilienwesen, sehr erfolgreich. Er starb am 16. November 2014 in Georgias Hauptstadt Atlanta an den Folgen einer Lungenentzündung im Alter von 89 Jahren.